# Fotor
Fotor是一款多平台影像編輯軟體。2012年首次推出，被BBC稱為「Photoshop精簡版」。
Fotor軟體可在移動設備、桌上型電腦上使用，也能以网络应用程序形式線上使用。軟體提供了一套圖像編輯工具和功能，供用戶快速輕鬆地編輯及修飾圖像。截至2014年，Fotor的應用程式支援14種語言。
2022年，Fotor在其平台上添加了AI圖像生成器，允許用戶透過輸入文本來創建圖像。該公司還推出了名為GoArt的移動應用程式（iOS和Android），能利用AI技術將照片變成繪畫。